# Metopia brasiliana
Metopia brasiliana är en tvåvingeart som först beskrevs av Townsend 1929.  Metopia brasiliana ingår i släktet Metopia och familjen köttflugor. Inga underarter finns listade i Catalogue of Life.